# دختری با تتو در پایین کمرش
دختری با تتو در پایین کمرش کتاب طنزآمیز سرگذشتی است که توسط امی شومر کمدین و بازیگر آمریکایی منتشر شده است. مدت کوتاهی پس از انتشار، این کتاب در صدر فهرست کتاب‌های پرفروش نیویورک تایمز قرار گرفت.
در سال ۲۰۱۶، این کتاب برنده بهترین اثر طنز به انتخاب کاربران وب‌گاه گودریدز شد.